# Metopoceras felix
Metopoceras felix là một loài bướm đêm trong họ Noctuidae.